# Rhexius insculptus
Rhexius insculptus är en skalbaggsart som beskrevs av Leconte 1849. Rhexius insculptus ingår i släktet Rhexius och familjen kortvingar. Inga underarter finns listade i Catalogue of Life.